# Ryan VandenBussche
Ryan VandenBussche, född 28 februari 1973, är en kanadensisk före detta professionell ishockeyforward som tillbringade nio säsonger i den nordamerikanska ishockeyligan National Hockey League (NHL), där han spelade för New York Rangers, Chicago Blackhawks, Colorado Avalanche, Dallas Stars, Chicago Blackhawks och Pittsburgh Penguins. Han producerade 20 poäng (tio mål och tio assists) samt drog på sig 702 utvisningsminuter på 310 grundspelsmatcher.
VandenBussche spelade även för Jokerit i Liiga; St. John's Maple Leafs, Springfield Indians, Binghamton Rangers, Hartford Wolf Pack, Portland Pirates, Norfolk Admirals och Wilkes-Barre/Scranton Penguins i American Hockey League (AHL); Indianapolis Ice i International Hockey League (IHL); New Mexico Scorpions i Central Hockey League (CHL) samt Cornwall Royals, Newmarket Royals och Guelph Storm i Ontario Hockey League (OHL).
Han draftades av Toronto Maple Leafs i åttonde rundan i 1992 års draft som 173:e spelare totalt.

## Statistik
| 1988–1989  | Delhi Flames                   |            | 3   | 1  | 1  | 2  | 2    | —  | — | — | — | —  |
| 1989–1990  | Norwich Merchants              | NDJCHL     | 21  | 12 | 10 | 22 | 146  | —  | — | — | — | —  |
|            | Tillsonburg Titans             | WOHL       | 24  | 0  | 5  | 5  | 113  | —  | — | — | — | —  |
| 1990–1991  | Cornwall Royals                | OHL        | 49  | 3  | 8  | 11 | 139  | —  | — | — | — | —  |
| 1991–1992  | Cornwall Royals                | OHL        | 61  | 13 | 15 | 28 | 230  | —  | — | — | — | —  |
| 1992–1993  | Newmarket Royals               | OHL        | 30  | 15 | 12 | 27 | 161  | —  | — | — | — | —  |
|            | Guelph Storm                   | OHL        | 29  | 3  | 14 | 17 | 99   | —  | — | — | — | —  |
|            | St. John's Maple Leafs         | AHL        | 1   | 0  | 0  | 0  | 0    | —  | — | — | — | —  |
| 1993–1994  | St. John's Maple Leafs         | AHL        | 44  | 4  | 10 | 14 | 124  | —  | — | — | — | —  |
|            | Springfield Indians            | AHL        | 9   | 1  | 2  | 3  | 29   | 5  | 0 | 0 | 0 | 16 |
| 1994–1995  | St. John's Maple Leafs         | AHL        | 53  | 2  | 13 | 15 | 239  | 3  | 0 | 0 | 0 | 17 |
| 1995–1996  | Binghamton Rangers             | AHL        | 68  | 3  | 17 | 20 | 240  | 4  | 0 | 0 | 0 | 9  |
| 1996–1997  | New York Rangers               | NHL        | 11  | 1  | 0  | 1  | 30   | —  | — | — | — | —  |
|            | Binghamton Rangers             | AHL        | 38  | 8  | 11 | 19 | 133  | —  | — | — | — | —  |
| 1997–1998  | New York Rangers               | NHL        | 16  | 1  | 0  | 1  | 38   | —  | — | — | — | —  |
|            | Hartford Wolf Pack             | AHL        | 15  | 2  | 0  | 2  | 45   | —  | — | — | — | —  |
|            | Chicago Blackhawks             | NHL        | 4   | 0  | 1  | 1  | 5    | —  | — | — | — | —  |
|            | Indianapolis Ice               | IHL        | 3   | 1  | 1  | 2  | 4    | —  | — | — | — | —  |
| 1998–1999  | Chicago Blackhawks             | NHL        | 6   | 0  | 0  | 0  | 17   | —  | — | — | — | —  |
|            | Indianapolis Ice               | IHL        | 34  | 3  | 10 | 13 | 130  | —  | — | — | — | —  |
|            | Portland Pirates               | AHL        | 37  | 4  | 1  | 5  | 119  | —  | — | — | — | —  |
| 1999–2000  | Chicago Blackhawks             | NHL        | 52  | 0  | 1  | 1  | 143  | —  | — | — | — | —  |
| 2000–2001  | Chicago Blackhawks             | NHL        | 64  | 2  | 5  | 7  | 146  | —  | — | — | — | —  |
| 2001–2002  | Chicago Blackhawks             | NHL        | 50  | 1  | 2  | 3  | 103  | 1  | 0 | 0 | 0 | 0  |
| 2002–2003  | Chicago Blackhawks             | NHL        | 22  | 0  | 0  | 0  | 58   | —  | — | — | — | —  |
|            | Norfolk Admirals               | AHL        | 4   | 0  | 1  | 1  | 5    | —  | — | — | — | —  |
| 2003–2004  | Chicago Blackhawks             | NHL        | 65  | 4  | 1  | 5  | 120  | —  | — | — | — | —  |
| 2004–2005  | Wilkes-Barre/Scranton Penguins | AHL        | 23  | 4  | 7  | 11 | 77   | 11 | 2 | 2 | 4 | 11 |
| 2005–2006  | Pittsburgh Penguins            | NHL        | 20  | 1  | 0  | 1  | 42   | —  | — | — | — | —  |
| 2006–2007  | Jokerit                        | Liiga      | 15  | 0  | 0  | 0  | 39   | —  | — | — | — | —  |
|            | New Mexico Scorpions           | CHL        | 9   | 0  | 3  | 3  | 29   | —  | — | — | — | —  |
| NHL totalt | NHL totalt                     | NHL totalt | 310 | 10 | 10 | 20 | 702  | 1  | 0 | 0 | 0 | 0  |
| AHL totalt | AHL totalt                     | AHL totalt | 292 | 28 | 62 | 90 | 1011 | 23 | 2 | 2 | 4 | 53 |
| IHL totalt | IHL totalt                     | IHL totalt | 37  | 4  | 11 | 15 | 134  | —  | — | — | — | —  |
| OHL totalt | OHL totalt                     | OHL totalt | 169 | 34 | 49 | 83 | 629  | —  | — | — | — | —  |